# Oreoneta brunnea
Oreoneta brunnea là một loài nhện trong họ Linyphiidae.
Loài này thuộc chi Oreoneta. Oreoneta brunnea được James Henry Emerton miêu tả năm 1882.